# Сабах
| \| \| \| \| Застава \| Грб \|                         |                  |
| Sabah Maju Jaya (малајски језик: нек Сабах напредује) |                  |
|                                                       |                  |
| Главни град                                           | Кота Кинабалу    |
| Гувернер                                              | Џухар Махируддин |
| Председник владе                                      | Хаџиџи Нур       |
| Површина                                              | 73.904 km²       |
| Становништво                                          | 3.900.000 (2018) |
| Језици                                                | малајски         |
| Највиши врх                                           | Кинабалу         |
| Најдужа река                                          | Кинабатанган     |
|                                                       |                  |
| Застава                                               | Грб              |

Сабах или Саба (малајс. Sabah) је држава чланица Малезије. Налази се на северу острва Борнео и граничи се на југу са Индонезијом и на југозападу са суседном малезијском државом Саравак. Главни град државе је Кота Кинабалу, који је истовремено и економски центар државе. Остали већи градови у држави су Сандакан и Тавау. Према попису становништва Малезије из 2015, Сабах је имао 3.543.500 становника, док према најновијим подацима из 2018. има око 3.900.000 становника. Сабах има екваторијалну климу, тропске прашуме и обиље животињских и биљних врста. Кроз Сабах протиче река Кинабатанган, која је друга највећа река Малезије. Највиша планина Малезије, планина Кинабалу, налази се у Сабаху.